# Gare de Magnette
La gare de Magnette est une gare ferroviaire française de la ligne de Bourges à Miécaze, située au lieu-dit Magnette, sur le territoire de la commune d'Audes dans le département de l'Allier, en région Auvergne-Rhône-Alpes.
Elle est mise en service en 1861 par la Compagnie du chemin de fer de Paris à Orléans (PO). 
C'est une halte voyageurs de la Société nationale des chemins de fer français (SNCF) du réseau TER Auvergne-Rhône-Alpes. Elle est desservie par des trains express régionaux.

## Situation ferroviaire
Établie à 184 mètres d'altitude, la gare de Magnette est située au point kilométrique (PK) 312,900 de la ligne de Bourges à Miécaze, entre les gares de Vallon-en-Sully et des Trillers.
Il s'agit d'une voie unique avec un seul quai.

## Histoire
La station de Magnette est mise en service le 9 décembre 1861 par la Compagnie du chemin de fer de Paris à Orléans (PO), lorsqu'elle ouvre à l'exploitation sa ligne de Bourges à Montluçon.

## Fréquentation
De 2023 à 2015, selon les estimations de la SNCF, la fréquentation annuelle de la halte s'élève aux nombres indiqués dans le tableau ci-dessous.
| Année     | 2023 | 2022 | 2021  | 2020 | 2019  | 2018  | 2017  | 2016  | 2015  |
| --------- | ---- | ---- | ----- | ---- | ----- | ----- | ----- | ----- | ----- |
| Voyageurs | 917  | 950  | 1 312 | 937  | 2 288 | 4 108 | 4 979 | 4 824 | 2 356 |

## Service des voyageurs

### Accueil
Halte SNCF, c'est un point d'arrêt non  géré (PANG) à accès libre. 

### Desserte
Magnette est une gare régionale du réseau TER Auvergne-Rhône-Alpes desservie par des trains circulant sur les relations : Montluçon-Ville - Vierzon et Montluçon-Ville  - Bourges (ou Saint-Amand-Montrond - Orval).

### Intermodalité
Un parking pour les véhicules y est aménagé. Elle est desservie par des cars TER Auvergne-Rhône-Alpes en complément de la desserte ferroviaire sur la relation : Montluçon-Ville  - Saint-Amand-Montrond - Orval.

## Patrimoine ferroviaire
Le bâtiment voyageurs d'origine est toujours présent sur le site. En 2005 il était depuis dix ans une résidence secondaire.